# Liberale Schwule, Lesben, Bi, Trans und Queer
Die Liberalen Schwulen, Lesben, Bi, Trans und Queer (Kurzbezeichnung: LiSL) sind eine liberale Vorfeldorganisation der FDP in Deutschland. Die LiSL haben sich als Verein am 26. Juni 2010 in Gummersbach gegründet, um LGBT-, Politik für Lesben, Schwule, Bisexuelle, Trans*- Inter- und queere Personen aus liberaler Perspektive zu gestalten. Mitglied von LiSL können Mitglieder der FDP und Parteilose werden.

## Organisation
LiSL ist eine Vorfeldorganisation der FDP, die in allen Bundesländern mit einem Landesverband vertreten ist. Sie hat Antragsrecht auf dem Bundesparteitag der FDP und ist in ihren Bundesfachausschüssen vertreten. Ihr Vorsitzender ist ständiger Gast im FDP-Bundesvorstand. LiSL ist Mitglied bei LGBTI Liberals of Europe.

## Geschichte
Der Verein hat sich am 26. Juni 2010 unter den Namen Liberale Schwule und Lesben gegründet. Gründungsvorsitzender war Manfred Donack aus Frankfurt, der bei der Bundesmitgliederversammlung im November 2011 wiedergewählt wurde. Auf der Mitgliederversammlung am 17. November 2013 in Köln wurde der ehemalige Dortmunder Bundestagsabgeordnete Michael Kauch zum Bundesvorsitzenden gewählt. Kauch war von 2003 bis 2013 Koordinator der Schwulen- und Lesbenpolitik in der FDP-Bundestagsfraktion und der liberalen CSD-Kampagnen.
Auf der Bundesmitgliederversammlung im November 2022 beschloss der Verband sich in Liberale Schwule, Lesben, Bi, Trans und Queer umzubenennen, wobei das Kürzel LiSL beibehalten wurde. Im Juni 2023 wurde der Beschluss umgesetzt und der Verein neu eingetragen.

## Politik/Aktuelle Forderungen
Nachdem im Sommer 2017 die Ehe für alle und die gemeinschaftliche Adoption durch verheiratete Paare parteiübergreifend durchgesetzt wurde, fordert LiSL weiterhin den Abbau bestehender Diskriminierungen von homo, bi-, trans- und intersexuellen Menschen. LiSL tritt für bessere Chancen von Regenbogenfamilien (inklusive Mehrelternschaft, Elternschaftsvereinbarungen vor der Zeugung, Erlaubnis der Eizellspende und der nichtkommerziellen Leihmutterschaft)  ein, geht gegen die Ausgrenzung von homosexuellen Männern in der Blutspende vor, fordert die Diversity in den Betrieben, Aufklärung in der Schule und die Berücksichtigung von Schwulen und Lesben in der Jugend- und Altenarbeit ein. Ebenso spricht sich die LiSL für ein strenges Verbot von geschlechtsangleichenden Operationen an intersexuellen Kindern aus. Außerdem setzt sich LiSL aktiv für die Integration von LSBTI-Menschenrechten in die Außen- und Entwicklungspolitik ein.

### Landesverbände
| Land                         | Vorsitzende(r)       | Webseite                  | Gründungsdatum | Hauptsitz         |
| ---------------------------- | -------------------- | ------------------------- | -------------- | ----------------- |
| Baden-Württemberg            | Anja Widenmann       |                           | 14. Juni 2014  | Stuttgart         |
| Bayern                       | Wolfgang Appenzeller | lisl-bayern.de            | 6. Feb. 2011   | München           |
| Berlin-Brandenburg           | Arno Seidel          | lisl-bb.de                | 6. Sep. 2010   | Berlin            |
| Hessen/Rheinland-Pfalz       | Rolf Würz            |                           |                | Frankfurt am Main |
| Mitteldeutschland (SN/ST/TH) | Jonas Liebing        | lisl-mitteldeutschland.de | 26. Nov. 2016  | Halle (Saale)     |
| Nord (HH/SH/MV)              | Jimmy Blum           |                           | 1. Aug. 2014   | Hamburg           |
| Nordrhein-Westfalen          | Sabine Bauckhage     | lisl-nrw.de               | 27. Mai 2011   | Düsseldorf        |
| Nordwest (HB/NI)             | Madeleine Gerding    |                           | 11. Feb. 2023  | Bremen            |
| Saar                         | Danny Marlon Meyer   |                           | 12. März 2023  | Saarbrücken       |